# Pauvre Pierrot
Pauvre Pierrot (letterlijk vertaald: Arme pierrot) is een korte Franse animatiefilm uit 1892. De film is geregisseerd door Émile Reynaud. Het bestaat uit 500 individueel geschilderde beelden en duurt ongeveer 15 minuten.
Het is een van de eerste animatiefilms ooit gemaakt en werd samen met Le Clown et ses chiens en Un bon bock vertoond in oktober 1892 toen Emile Reynaud zijn Théâtre Optique opende in het Musée Grévin. Het was de eerste film die het Optisch Theater-systeem demonstreerde, die ontwikkeld was door Reynaud in 1888, en het wordt ook beschouwd als de eerste gebruiker van filmperforaties. De gecombineerde voorstelling van alle drie de films was bekend als Pantomimes Lumineuses. Dit waren de eerste geanimeerde beelden die in het openbaar werden vertoond door middel van beeldbanden. Reynaud gaf de hele presentatie zelf door constant de beelden te manipuleren.